# Armand de Caulaincourt, duc de Vicence

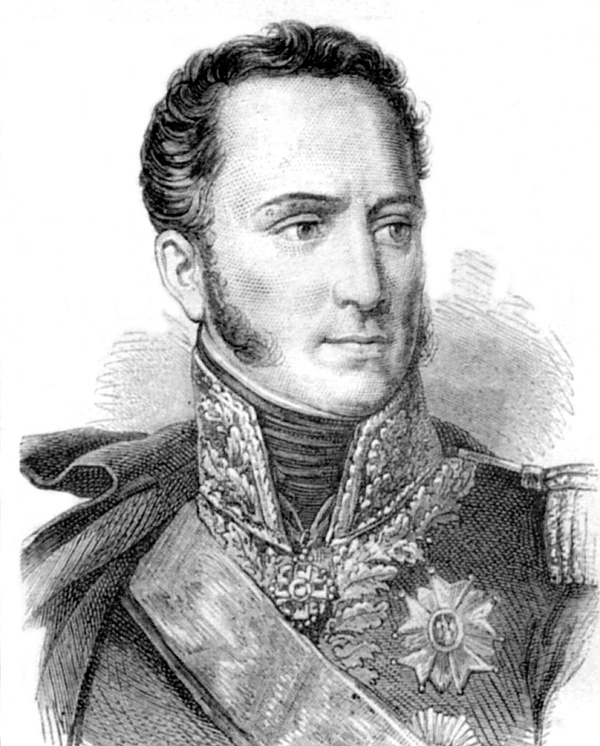
Armand Caulaincourt, duc de Vicence

Armand Augustin Louis, 5. Marquis de Caulaincourt, seit 1808 auch 1. duc de Vicence (* 9. Dezember 1773 in Caulaincourt (Département Aisne); † 19. Februar 1827 in Paris) war ein französischer General und Staatsmann.

## Leben
Mit 15 Jahren trat Caulaincourt 1788 in die Armee ein. Trotz seines Adels avancierte Caulaincourt während der Französischen Revolution zum Capitaine und wurde 1792 Generalstabsoffizier. Während der Terrorherrschaft wurde er allerdings als verdächtiger Adeliger verhaftet und eingesperrt. Nach seiner Entlassung diente er drei Jahre als Grenadier und reitender Jäger und begleitete General Jean-Baptiste Annibal Aubert du Bayet als Adjutant an die Hohe Pforte (Konstantinopel). Von dort aus diente Caulaincourt einem türkischen Gesandten als Adjutant nach Paris. Seine militärische Karriere führte ihn später vom Chef d’escadron zum Colonel und Kommandanten eines Karabinierregiments, an dessen Spitze er sich im Feldzug von 1800 auszeichnen konnte.
1801, nach der Thronbesteigung von Zar Alexander I., wurde Caulaincourt als Diplomat an den russischen Hof nach Sankt Petersburg entsandt, um Frankreichs friedliche Absichten zu verdeutlichen. Nach seiner Rückkehr beförderte man ihn zum Dritten Adjutanten des Ersten Konsuls und zum Général de brigade. Nach Napoleons Kaiserkrönung am 2. Dezember 1804 beförderte man Caulaincourt Anfang 1805 zum Général de division und nobilitierte ihn in der noblesse impériale zum Herzog von Vicenza (duc de Vicence).

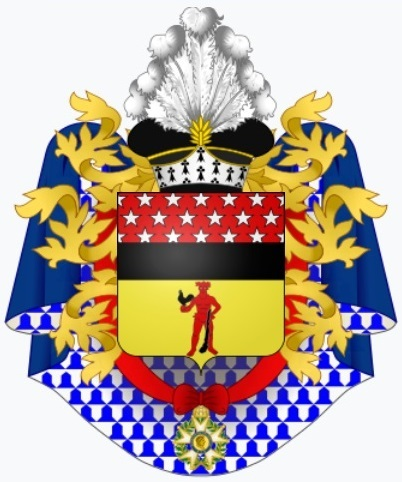
Wappen de Caulaincourts als duc de Vicence

Als Großstallmeister und persönlicher Adjutant Napoleons war Caulaincourt seitdem fast beständig in dessen nächster Umgebung. 1807 wurde er zum Gesandten in St. Petersburg ernannt, aber auf seine Bitte 1811 zur Armee zurückversetzt. Er nahm am Russlandfeldzug 1812 teil und war Napoleons Begleiter auf dessen spektakulärer Flucht zurück nach Paris in nur 13 Tagen.
1813 wurde Caulaincourt mit der diplomatisch-politischen Korrespondenz beauftragt und war maßgeblich am Waffenstillstand zu Poischwitz beteiligt. Er nahm am Friedenskongress von Prag teil und 1814 als Außenminister am Kongress von Châtillon. Er vertrat bis zuletzt die Interessen Napoleons und es war sein Verdienst, dass diesem wenigstens Elba blieb. Von den Bourbonen wurde er deshalb auch genötigt, Paris zu verlassen.
Während der Hundert Tage wirkte Caulaincourt abermals als Außenminister und wurde als solcher zum Pair von Frankreich ernannt. Er nahm an geheimen Beratungen der Kammer über die zweite Abdankung Kaiser Napoleons teil und war auch Mitglied der Regierungskommission. Nach dem zweiten Einzug Ludwigs XVIII. wurde Caulaincourt auf die Proskriptionsliste gesetzt, aber auf Fürsprache von Zar Alexander I. wurde dies wieder rückgängig gemacht: Er durfte in Frankreich bleiben, verlor aber 1815 seine Pairswürde.
Die Anfeindungen der Ultraroyalisten nahm Caulaincourt zum Anlass, sich aus dem öffentlichen Leben vollständig zurückzuziehen. Er ließ sich zusammen mit seiner Familie auf einem seiner Güter nieder und starb 10 Wochen nach seinem 53. Geburtstag in Paris. Dort entstanden auch erste Vorarbeiten zu seiner Autobiographie Souvenirs du duc de Vicence, deren Veröffentlichung er aber nicht mehr erlebte.
Charlotte de Sorin gab diese in den Jahren 1837 bis 1840 heraus. Eine Neuauflage erschien erst wieder 1933 unter dem Titel Mémoires du géneral de Caulaincourt, duc de Vincence, grand écuyer de l'empereur.
Im zweiten Kaiserreich avancierte Caulaincourts ältester Sohn zum Senator. Caulaincourts jüngerer Bruder Auguste (1777–1812) wurde Général de division und fiel in der Schlacht bei Borodino am 7. September 1812.

## Ehrungen
Sein Name ist am Triumphbogen in Paris in der 31. Spalte (CAULAINCOURT, L.) eingetragen. Außerdem trägt die rue Caulaincourt im 18. Arrondissement von Paris, an der sich auch die Metrostation Lamarck-Caulaincourt befindet, seinen Namen.

## Trivia
In der Miniserie Napoleon von Yves Simoneau von 2002 wurde Caulaincourt von Heino Ferch gespielt. Im Ridley-Scott-Film
Napoleon von 2023 wurde er von Ben Miles dargestellt.

## Werke
Original
- Mémoires du général de Caulaincourt, duc de Vicence, grand écuyer de l’empereur. Plon, Paris 1946
  - 1. L’ambassade de Saint-Pétersborg et la campagne de Russie 1
  - 2. L’ambassade de Saint-Pétersborg et la campagne de Russie 2
  - 3. L’agonie de Fontainebleau

Deutsch
- Unter vier Augen mit Napoleon. Denkwürdigkeiten des Generals Caulaincourt. Verlag Koehler, Stuttgart 1956.
- Friedrich Mathaesius (Hrsg.): Mit Napoleon in Rußland. Velhagen & Klasing, Bielefeld 1938

Englisch
- The Memoirs of General de Caulaincourt, Duke of Vicenza. Greenwood Press, Westport, Conn. 1976, ISBN 0-8371-8689-7 (Repr. d. Ausg. Westport, Conn. 1935)
- At Napoleon’s side in Russia. The classic eyewitness account of Napoleon’s War on Russia. Enigma Books, New York 2003, ISBN 1-929631-17-0.